# (35607) 1998 HJ127
1998 HJ127 (asteroide 35607) é um asteroide da cintura principal. Possui uma excentricidade de 0.07334350 e uma inclinação de 14.97973º.
Este asteroide foi descoberto no dia 18 de abril de 1998 por LINEAR em Socorro.